# Albertinia
Albertinia là một chi thực vật có hoa trong họ Cúc (Asteraceae).

## Loài
Chi Albertinia gồm các loài: